# 君が人生の時
『君が人生の時 THE TIME OF YOUR LIFE』（きみがじんせいのとき）は、TBS系列の金曜ドラマ枠（毎週金曜日22:00 - 22:54、JST）で1997年1月17日から3月21日まで放送された日本のテレビドラマ。主演は高嶋政伸。

## あらすじ
主人公の都築進一（高嶋）は市の公民館勤務。地元の小学校を卒業時にタイムカプセルに“理想の将来像”を書いた文集を入れ、そのカプセルを校庭に埋めたが、実際のその“将来”になった今は、街に活気がなく商店街も廃業に追い込まれる店も少なくない。「昔は良かった」と酒屋を営む中村滋也（大和田）と妻・安代（水木）をはじめ、皆がそう思っていた。都築の家も父であるデパート勤務の省平（古谷）のリストラや高校生である妹・万由（奥菜）の援助交際発覚、それも相手が進一の上司である秋葉吾郎（渡辺）だと知りショックを隠せない。そんな寂しい話題しかないこの街を活気付かせようとコンサートを開くことを決める。その一方、かつて天才ピアニストと言われた永井朋美（松嶋）はピアノは今は弾いておらず、引込み思案で何をするにも母である世津子の（草村）の言いなりに育てられてきた。進一は職場の仲間と共にコンサートの演奏とチケットの販売に精を出す。そんな中、オーケストラのピアニストが怪我をしピアノの演奏が不可能になってしまう。メンバーに困った進一は永井にピアノを弾いて欲しいとお願いする。もうピアノは過去の話とする永井はその願いに賛同することはせず、永井の母も朋美のピアノには反対する。そうして迎えたコンサート当日、シカゴに赴任した後で離婚し夫・宇佐美則夫（大城）を振り切りコンサートに出席する元地元のケーブルテレビ局勤務で進一と幼馴染の宇佐美佳奈（清水）も離婚話の時に夫にフルートを折られたが、学生時代の時のフルートを引っ張り出して駆けつけた。そして母の制止を振り切って永井も駆けつけコンサートは大成功に終わる。

## 登場人物

### 都築家
都築 進一
演 - 高嶋政伸
地元の文化ホールに勤務する実直な青年。小学生の頃に埋めたタイムカプセルを掘り起こし、その中の品物を届けることになる。そしてその中で、かつての仲間達（宇佐美佳奈、永井朋美、中村佑介）が必ずしも幸せな人生を送っているわけではない、ということに気付き、何かと世話を焼くようになる。
地元のアマチュアオーケストラに所属し、ティンパニを担当している。オーケストラの演奏会を「ふるさとの祭り」と考えて、成功させるために努力を続けている。
都築 万由
演 - 奥菜恵
都築進一の妹で、高校2年生。秋葉吾郎から声を掛けられたことがきっかけで援助交際をするようになる（援助交際と言っても、ファミレスやカラオケボックスでデートをするだけで、身体の関係になったことは一度もない（一度だけ「添い寝」をしたことはある）。
最初の頃は秋葉から小遣いをもらうだけと考えていたが、秋葉の話を聞く内に心を寄せるようになる。援助交際が父親に知られたときも「おじさんいい人だよ。ちゃんと話聞いてくれるもん」とかばっていた。
都築 省平
演 - 古谷一行
都築進一・万由兄妹の父親。妻とは離婚しており、男手ひとつで二人の子供を育ててきた。料理もこなしてきたため、腕も良く、退職後はペンションを経営したいと考えていた。
百貨店の広報部に勤務していたのだが、店舗の婦人服売り場の店長に任命される。本人はこれを「左遷」ととらえており、子供たちには隠し通そうとしていた。店舗では、若い社員たちに反抗され苦労することが多かった。
スーパーで偶然知り合った近所の神野葉子に料理を教える中で親密な関係になり、結婚したいと思うようになる。しかし、葉子が単身赴任中の夫の不倫を機に夫のもとへ行ったため、その想いに終止符を打つことになる。

### 宇佐美家
宇佐美 佳奈
演 - 清水美砂
都築進一の小学校の同級生。旧姓は二宮。進一とは高校まで一緒だったが、友達以上恋人未満の関係が進展することはなかった。
地元のテレビ局に勤務し、番組「情報ランナー」のキャスターとして活躍している。宇佐美則夫と結婚しているが、セックスレスの状態が続いている。また、則夫からはしばしば暴力をふるわれている。テレビ局の上司と不倫の関係にあり、子供を身ごもるも流産してしまう。進一に勧められて、いったんは断った市民オーケストラにフルート担当で参加する。やがて夫とは反対に純粋な優しさを持つ進一に心惹かれ、胸を痛めることになる。
宇佐美 則夫
演 - 大城英司
佳奈の夫。大手企業に勤めるエリートだが、自分の才能を十分に活かした仕事ができないことに不満を感じていた。そのはけ口を妻である佳奈に求め、暴力をふるうことが多かったが、佳奈はそれに耐えていた。終盤、シカゴに転勤することがきまり、その際佳奈を連れて行くことに固執したが、その後の佳奈の様子を見て、これ以上束縛したくないと考え離婚を決意する。

### 永井家
永井 朋美
演 - 松嶋菜々子
都築進一の小学校の後輩。清楚で明るい笑顔が素敵な大学教授の一人娘である。ブラスバンド部に入っていたのは小学校の低学年までで、その後ピアノの英才教育を受け天才ピアニストと呼ばれるまでになった。やがて、ある世界的なコンクールに出場することになったが、惜しくも決戦で同じ日本人に入賞を奪われたことがきっかけで心を閉ざすようになってしまう。今は人目を避けるように自宅でピアノ教室を開いている。
都築進一と再会を拒んだが、オーケストラの練習に代弾きのピアニストとして参加したことをきっかけに彼女本来の明るさを取り戻していくのだった。進一から、演奏会本番のピアニストに推薦することを告げられそれを励みにするが、既に他のピアニストが決定していることを知り、再び心を閉ざしてしまう。
子供の頃から母親が進路を全て決めてきたが、最後には自らの意思で仕事（音楽雑誌の編集者）を選び、自立する道を歩む。
永井 世津子
演 - 草村礼子
永井朋美の母親。朋美が子供の頃から、服や友達や進学先まで決めてきた。しかし、朋美が自立の道を選んだとき、一度は大きなショックを受けるが、都築省平らの説得もあり、朋美の気持ちを受け入れるようになる。

### 中村家
中村 佑介
演 - 青木伸輔
都築進一の小学校の後輩。小学生の頃からトランペットを演奏しており、海外に留学したいという夢を持っていた。永井朋美に好意を持っているが、朋美はその想いに応えることはなかった。しかし、さびしさに耐え切れなくなった朋美に乞われて一夜を共にする。
中村滋也・安代夫妻の実子ではなく養子であり、そのことを気にするような発言をすることも多かった。
中村 滋也
演 - 大和田獏
町に唯一残る酒屋の店主。周りの店が廃業したりコンビニになっていく中で、頑固に業態を守り抜こうとする。しかし、商売のことばかりを考えているわけではなく、かつて町に活気があった頃のことを覚えていて、自分の店がにぎやかに人が集まる場所になればよいと考えている。
中村 安代
演 - 水木薫
中村滋也の妻。明るく社交的で「商売のため」と言って、主婦同士のカラオケやエアロビクスに積極的に顔を出している。しかし、滋也いわく「一度も商売につながったことはない」ということである。

### その他
横大路 リツ
演 - 津島恵子
都築進一たちの小学校の音楽の先生だった。夫も音楽教師で、自分たちの町をテーマにした序曲を作曲していた。進一たちがタイムカプセルを掘り起こしたとき、その序曲の総譜を見られることを楽しみにしていた。しかし総譜は雨水のために傷みが激しく、それを気にした進一はリツに届けられずにいた。
病のため余命があまりない状態だったが、進一たちのオーケストラの演奏会に駆けつけ、夫の「オーケストラで序曲の演奏を聴いてみたい」という夢を実現させ、天国へ旅立つ。
神野 葉子
演 - 高橋ひとみ
都築省平の近所に住む主婦。買い物のときに省平に親切にされたことから、親密な関係になる。夫は単身赴任しており、夫の父親と同居している。その父親から辛く当たられることが多かった。料理があまり得意ではないため、省平から料理を教わることも多く、そのことが二人の間をより親密にしていった。
省平に気持ちが傾きかけていたが、夫が不倫をしていることを知り、不倫相手に対する嫉妬からまだ夫を愛していることに気付き、赴任先である大阪へ行くことを決意し、省平への想いを封印することになる。
秋葉 吾郎
演 - 渡辺いっけい
進一の勤務するホールの支配人。オーケストラではヴァイオリンを担当している。仕事の面でも、オーケストラの面でも、進一をはじめとする若手の職員たちとは意見が合わず、対立する場面が何度か見られた。
ある日都築万由に声をかけ、援助交際を申し出るが逃げられてしまう。しかし、万由の落としたポケットベルを頼りに万由と再会し、援助交際を始めることになる。万由との会話の中で「妻とは向き合うことができないんだ」「息子がいたんだけど、子供のころに死んでしまった」という話があり、寂しい気持ちを抱えていたことが分かる。
最後には本庁への転勤が決まり、支配人の座を進一に託してホールを去っていく。
- 山田まりや、一路真輝、桜井浩子、杜澤泰文

## スタッフ
- 脚本 - 関根俊夫
- 音楽 - 冬木透
- プロデュース - 飯島敏宏
- 演出 - 山田高道、鈴木利正、斎藤郁宏
- 制作 - TBS、ドリマックス・テレビジョン（放送当時は木下プロダクション）

## 主題歌
- 久保田利伸「Cymbals」

## 放送日程
| 各話                                                       | 放送日        | サブタイトル                   | 演出     | 視聴率 |
| ---------------------------------------------------------- | ------------- | ------------------------------ | -------- | ------ |
| 第1話                                                      | 1997年1月17日 | 15年目の出逢い                 | 山田高道 | 18.3%  |
| 第2話                                                      | 1997年1月24日 | 美しの丘で起こったこと         | 山田高道 | 14.7%  |
| 第3話                                                      | 1997年1月31日 | 秘密が扉を開いて               | 鈴木利正 | 13.3%  |
| 第4話                                                      | 1997年2月07日 | 静かに歌ってごらん             | 斎藤郁宏 | 12.2%  |
| 第5話                                                      | 1997年2月14日 | 君の住む街で…                  | 斎藤郁宏 | 12.6%  |
| 第6話                                                      | 1997年2月21日 | 春の序曲は愛の歌               | 山田高道 | 13.3%  |
| 第7話                                                      | 1997年2月28日 | それぞれの景色                 | 鈴木利正 | 14.4%  |
| 第8話                                                      | 1997年3月07日 | 友情の向こう側                 | 斎藤郁宏 | 12.4%  |
| 第9話                                                      | 1997年3月14日 | 飛び立つ季節に                 | 斎藤郁宏 | 13.9%  |
| 最終話                                                     | 1997年3月21日 | ザ・タイム・オブ・ユア・ライフ | 山田高道 | 12.2%  |
| 平均視聴率 13.5%（視聴率は関東地区・ビデオリサーチ社調べ） |               |                                |          |        |

## その他
- ロケはTBSの緑山スタジオ近辺の小田急多摩線の唐木田駅や町田市の町田市立木曽中学校などで行われた。
- 都築省平役の古谷一行の勤務先は小田急百貨店で、最初の勤務地が同店の新宿店、リストラ後は町田店という設定だった。